# فوداز
فوداز هي قرية في مقاطعة نائين، إيران. يقدر عدد سكانها بـ 94 نسمة بحسب إحصاء 2016.